# 卢烑
卢烑（？—？），清朝政治人物。
卢烑曾于同治元年接替赵符桐任龙岩州知州一职，同治三年由洪麟绶接任。